# Lobophyllia corymbosa
Lobophyllia corymbosa là một loài san hô trong họ Mussidae. Loài này được Forskål mô tả khoa học năm 1775.

## Hình ảnh

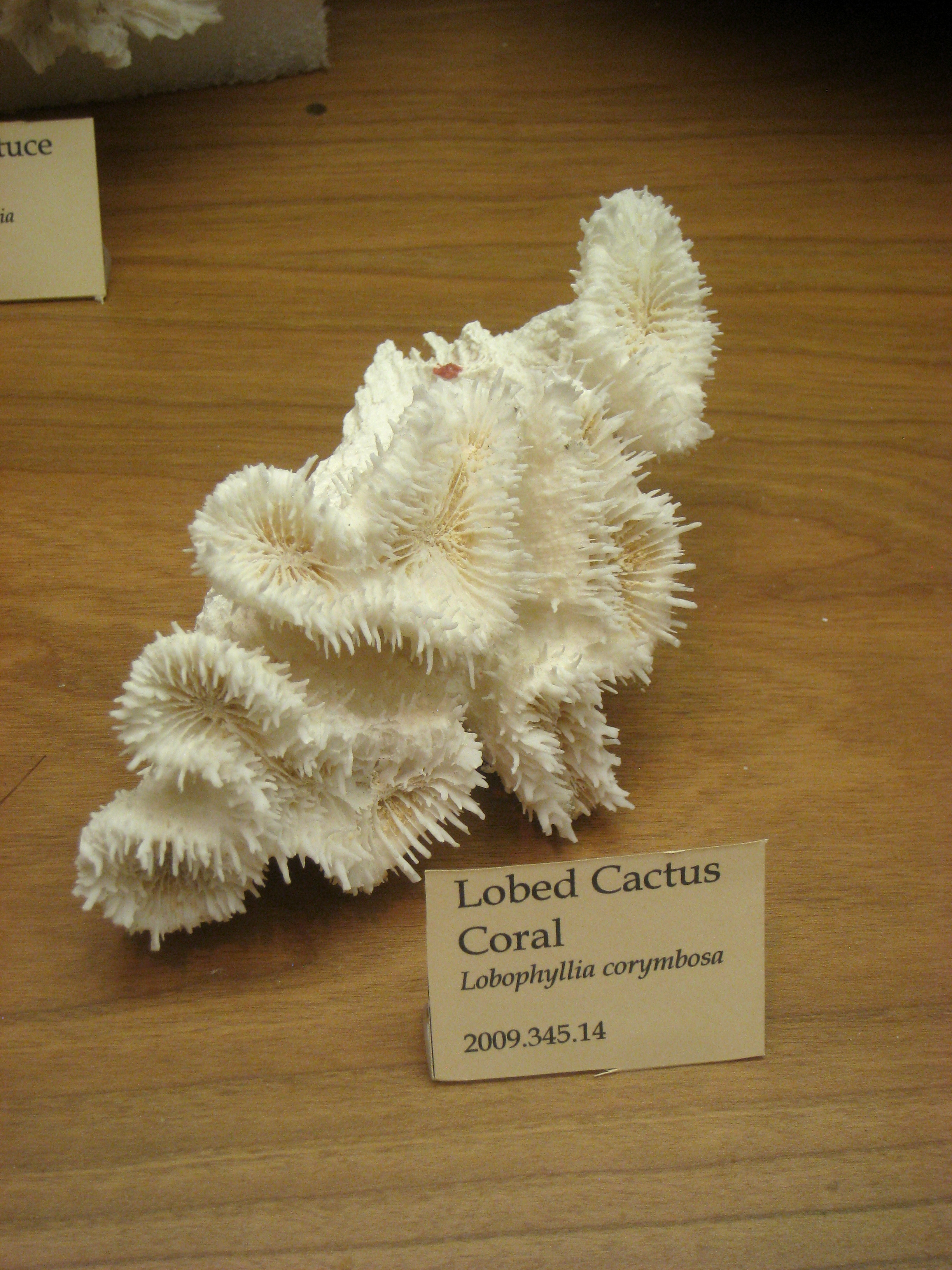